# Stéphanie Cano
Stéphanie Cano (Burdeos, 17 de abril de 1974) es una exjugadora de balonmano francesa que jugaba como lateral derecho hasta su retirada en el año 2010. Fue la capitana de la selección francesa que se proclamó campeona del mundo en 2003.Es miembro del Salón de la Fama de la EHF.

## Trayectoria
Stéphanie practicó otros deportes antes de introducirse al balonmano. Se inició cuando era junior con el Léognan Handball.
Entró en las convocatorias de la selección francesa en 1993 y formó parte del equipo que ganó la medalla de plata en el Mundial de 1999, perdiendo la final ante Noruega.
Durante los partidos de los Juegos Olímpicos de Sídney 2000 se enfrentó al seleccionador nacional Olivier Krumbholz por la gestión del grupo. Este enfrentamiento ocasionó que la nombraran capitana y, con la selección, volvió a ganar una nueva medalla, la de bronce, en la Eurocopa 2002 en Dinamarca. 
Su máximo logro fue capitanear al equipo francés a la consecución del título mundial en Croacia, ganando en la prórroga de la final a Hungría.
Decidió pausar sus apariciones con la selección francesa para completar sus estudios como fisioterapeuta hasta la Eurocopa del 2006, donde el combinado nacional volvió a conseguir medalla, esta vez de bronce.
En el Mundial de Francia de 2007, volvió a ser capitana y fue una de las protagonistas principales durante la primera ronda. Desafortunadamente, se lesionó el muslo izquierdo, lo que la privó de la ronda principal.
Participó en tres ediciones de los Juegos Olímpicos, donde el equipo olímpico obtuvo sexto lugar en Sídney 2000, cuarto lugar en Atenas 2004 y quinto lugar en Beijing 2008.

### Clubes
A nivel de clubes, se convirtió en la primera francesa en jugar una final de la Liga de Campeones en 2003 con el Osito L'Eliana español. El año siguiente, ya en las filas del club danés Slagelse FH, alzó el título, convirtiéndose en la primera jugadora francesa en conquistar el preciado trofeo.
En 2005, tras una temporada en el Elda Prestigio, donde coincidió con Susana Fraile, Maru Sánchez, Ana Ruiz o Sandra Gisbert Sánchez, regresó a Francia para jugar dos temporadas en la máxima división con el CA Béglais y luego otras dos en la segunda división francesa.
En 2010 decidió poner fin a su carrera, a los 36 años.

#### Trayectoria de clubes
- 1991–02: Mérignac Handball
- 2002–03: El Osito L'Eliana
- 2003–04: Slagelse FH
- 2004–05: Elda Prestigio
- 2005–10: CA Béglais

## Palmarés y galardones

### Clubes
- 1 x Liga de Campeones 2004 (con el Slagelse DT)[9]
  - finalista en 2003 (con Milar L'Eliana)
- 1 x Supercopa de España (2003)
- 2 x Liga francesa de Segunda División (1996, 1999)

### Selección francesa
- 1 x  Medalla de oro en el Campeonato del Mundo (2003)
- 1 x  Medalla de plata en el Campeonato del Mundo (1999)
- 2 x  Medalla de bronce en el Campeonatos de Europa (2002, 2006)
- 1 x  Medalla de oro en los Juegos Mediterráneos de 2001

### Galardones individuales
- Mejor extremo derecho de la Eurocopa de 2002

## Vida
Tras convertirse en fisioterapeutase tomó un descanso del balonmano antes de convertirse en miembro del consejo de dirección del Union Mios Biganos Bègles en 2013. Recuerda con mucho cariño su estancia en España.